# Xã Straight River, Quận Hubbard, Minnesota
Xã Straight River (tiếng Anh: Straight River Township) là một xã thuộc quận Hubbard, tiểu bang Minnesota, Hoa Kỳ. Năm 2010, dân số của xã này là 726 người.